# Championnats du monde de mah-jong
Les championnats du monde de mah-jong sont un ensemble de compétitions internationales organisés par diverses entités sur la scène globale. Comme la pratique du jeu est sujette à une diversité de variantes de jeu, il n'y a aucune autorité mondiale sur l'ensemble de ces compétitions. Néanmoins, certaines variantes, dont les Règles de compétition de mah-jong (MCR, Mahjong Competition Rules), ou guóbiāo májiàng (chinois: 国标麻将, mah-jong standard national), ont effectivement des autorités mondiales: dans ce cas, la World Mahjong Organization (WMO). Parmi les autres championnats du monde notable ayant lieu, il y a aussi la World Series of Mahjong (WSOM) jouée avec des règles uniques dérivées de la variante Zung Jung, et le World Riichi Championship (WRC) jouée avec des règles de la variante riichi axées sur la compétition professionnelle, affrontant amateurs du monde contre des joueurs professionnels des cinq grandes organisations de mah-jong du Japon. 
Selon l'organisation qui gère ces championnats, la participation est encouragée pour les pays développant leurs effectifs, mais peut être hautement contingentée pour les pays ayant des populations de joueurs établies. La gestion des participants est souvent déléguée aux organisations nationales établies : pour la France, la Fédération Française de Mah-jong (FFMJ) tient ce rôle. Dans d'autres cas, des associations ou clubs locaux pourraient tenir un rôle équivalent de gestion des participants. Les hommes et les femmes peuvent participer à ces événements, sans limite d'âge.
Certains championnats mondiaux sont régis par un modèle strictement compétitif (sans prix monétaires), alors que d'autres organisent des tournois avec prix monétaires, tel la World Series of Mahjong avec des bourses avoisinant un total de 1 000 000 dollars US.

## Liste des championnats
Les championnats des diverses organisations seront listées ci-bas, divisés par variante. Certains championnats décernent le titre de meilleure équipe par nationalité. Certains championnats décernent aussi un champion par équipes, ce qui consiste en une somme ou moyenne de joueurs individuels, et non du jeu à plusieurs, par exemple du deux contre deux.

### Championnat du monde WMO
Règles en vigueur : Règles de compétition de mah-jong (MCR)

#### Champions individuels
| No. | Dates               | Lieu                                                        | 1er          | 2e                 | 3e                         | Pays représentés | Participants |
| --- | ------------------- | ----------------------------------------------------------- | ------------ | ------------------ | -------------------------- | ---------------- | ------------ |
| -   | 23 octobre 2002     | Hotel Grand Palace, Iidabashi, Tokyo, Japon                 | Mai Hatsune  | John J. O'Connor   | Yūichi Ikeya               |                  |              |
| 1   | 1-5 novembre 2007   | Hong Zhu Shan Hotel, Chengdu, Sichuan, Chine                | Li Li        | Zhangfei Zhang     | Minoru Imaeda              | 14               | 144          |
| 2   | 27-29 août 2010     | Nationaal Denksport Centrum 'Den Hommel', Utrecht, Pays-Bas | Linghua Jiao | Olivier Boivin     | Elisabeth Frischenschlager | 18               | 208          |
| 3   | 25 octobre 2012     | Chongqing, Chine                                            | Yanbin Duan  | Zhangfei Zhang     | Changjian Li               | 12               | 188          |
| 4   | 11-15 novembre 2015 | Haevichi Hotel & Resort Jeju, Corée du Sud                  | Zhou Yong    | Linghua Jiao       | Joël Ratsimandresy         | 9+               | 72           |
| 5   | 26-28 octobre 2017  | Xi'an, Chine                                                | Baohua Sun   | Joël Ratsimandresy | Jianzhong Jiang            | n.c.             | 228          |
| 6   | 1-3 novembre 2019   | Salle de l'Atelier, Villefranche-sur-Saône, France          | Zhou Yong    | Sandra Berthommier | Frédéric Petit             | 19               | 248          |
| 7   | 11-15 octobre 2024  | Mississauga Convention Centre, Mississauga, Canada          | Gao Erfei    | Dagmar Fischer     | Lin Hai                    | 17               | 170          |

#### Champions par équipes
| No. | Année | 1er                    | 2e                        | 3e                                             |
| --- | ----- | ---------------------- | ------------------------- | ---------------------------------------------- |
|     | 2002  | Young Pros Team B      | Guangzhou                 | Japan Health Mahjong Association Selected Team |
| 1   | 2007  | China Shanxi Jiexiu    | China Shanghai Zhangjiang | Japan Mahjong Sport Association Osaka          |
| 2   | 2010  | Chine (Top-3 players)  | France (Top-3 players)    | Danemark (Top-3 players)                       |
| 3   | 2012  | Chine (Top-3 players)  | Danemark (Top-3 players)  | Japon (Top-3 players)                          |
| 4   | 2015  | Chinese B Team         | Japon                     | France                                         |
| 5   | 2017  | Trykon Team            | Canada (Top-3 players)    | Japon (Top-3 players)                          |
| 6   | 2019  | France (Top-3 players) | Russie (Top-3 players)    | Chine (Top-3 players)                          |
| 7   | 2024  | Canada (Top-3 players) | Suède (Top-3 players)     | France (Top-3 players)                         |

### Championnat du monde WRC
Règles en vigueur : règles WRC, une édition compétitive des règles riichi.

#### Champions
| No. | Dates                 | Lieu                                           | 1er               | 2e                 | 3e                | Pays représentés | Participants |
| --- | --------------------- | ---------------------------------------------- | ----------------- | ------------------ | ----------------- | ---------------- | ------------ |
| 1   | 17-20 juillet 2014    | Mairie de Puteaux, Puteaux, Paris, France      | Hiroshi Yamai     | Kazuhiko Nishijima | Jun Nishikawa     | 23               | 120          |
| 2   | 5-8 octobre 2017      | The Palms Casino Resort Las Vegas, Nevada, USA | Masaharu Tomotake | Ryūichi Masuda     | Hiroyuki Yamada   | 25               | 224          |
| 3   | 25-28 août 2022       | InterContinental Vienna, Vienne, Autriche      | Keijun Nara       | Satoshi Fujisaki   | Valentin Courtois | 34               | 152          |
| 4   | 1er au 6 juillet 2025 | Tokyo                                          | Événement à venir |                    |                   |                  |              |